# Asota comorana
Asota comorana là một loài bướm đêm thuộc họ Erebidae. Nó được tìm thấy ở Comoros.